# HCAW
HCAW는 혼크발 호프트클라시의 프로 야구 팀이다. 네덜란드 부셈을 연고로 하고 있다.